# Brotnja
Brotnja – wieś w Chorwacji, w żupanii zadarskiej, w gminie Gračac. W 2011 roku liczyła 47 mieszkańców.